# Granica ghańsko-togijska
Granica ghańsko-togijska – granica międzypaństwowa dzieląca terytoria Republiki Ghany i Republiki Togijskiej o długości 877 kilometrów.

## Przebieg granicy
Początek granicy na północy – trójstyk granic Ghany-Burkina Faso-Togo (11°8'22"N 0°8'11"W ). Następnie granica biegnie w kierunku południowo-wschodnim i dociera do rzeki Oti. Biegnie rzeką w kierunku południowym by na południe od Kandjo odejść w kierunku wschodnim. W dalszym południkowym biegu przecina rzeką Mô, górę Djeboho (876 m n.p.m.), Mont Afadjato (880 m n.p.m.), przecina góry Togo (Akwapim Togo Ranges) i dochodzi do wybrzeża Zatoki Beninu pomiędzy ghańskim Denu i Lomé w Togo.

## Historia
Granica powstała w marcu 1957, jako granica niepodległej Ghany z francuskim Togo (jako granica niepodległych państw istnieje od 27 kwietnia 1960 roku).
Wcześniej była to granica podzielonej niemieckiej kolonii Togo, pomiędzy Wielką Brytanię (część zachodnia) i Francję (pozostała część) w 1916 roku. Togo Brytyjskie po referendum w 1956 roku zostało włączone do kolonii Złote Wybrzeże, które po uzyskaniu niepodległości przyjęło nazwę Ghana.